# Donja Glogovnica
Donja Glogovnica falu Horvátországban Kapronca-Kőrös megyében. Közigazgatásilag Kőröshöz tartozik.

## Fekvése
Kőröstől 9 km-re északra, a Glogovnica partján fekszik.

## Története
A falu területe a középkorban a Jeruzsálemi Szent Sír Lovagrend glogovnicai uradalmához tartozott, melynek határait II. András király 1207-ben kelt oklevelében írják le először. Az oklevélben II. András megerősítette a Szent Sír Lovagrendet, a Glogovnica, Strazice és Rasina (a mai Gliboki)-patakok közelében feküdt hét falvuk birtokában, valamint lakosait a templomosok és a johanniták földjein élők korábban is élvezett szabadságjogaikban. A Templomos Lovagrend valószínűleg még 1170 körül kapta meg ezt a területet, majd 1197 és 1203 között került a Szent Sír lovagrend birtokába. Glogovnica Szűz Mária templomát és kolostorát 1230-ban említi egy pápai oklevél. A terület még 1303-ban is a lovagrend birtoka volt, melyet az az oklevél igazol, melyben a csázmai káptalan rendelkezik néhány, a Szűz Mária egyház prépostságához kapcsolódó, az apatoveci birtokhoz tartozó föld vonatkozásában.
A birtok a 15. századig volt a rend igazgatása alatt, ekkor a zágrábi prépostságé lett. A prépostság egykori Szűz Mária templomát történészek a mai donja glogovnicai templom elődjével azonosítják. A nagyméretű kéthajós templom egy magaslaton állt, melyet védőárok övezett. A két hajót három erős oszlop választotta el egymástól, gótikus szentélye alatt sírbolt volt. Az épületegyüttest a török veszély közeledtére erődítéssel látták el, melyre több korabeli forrás is utal. A 16. században a  török pusztította el, majd ortodox lakosság érkezett ide. 1633-ban II. Ferdinánd király a birtokkal együtt a jezsuita rendnek adta át, akik újjáépítették. A falu Területe Trianonig Belovár-Kőrös vármegye Körösi járásához tartozott. 1953-ban 207, 2001-ben 155 lakosa volt.

## Nevezetességei
A falu Nagyboldogasszony tiszteletére szentelt plébániatemploma középkori eredetű, elődjét már 1230-ban említik. Ezt az ősi templomot azonban a 16. században elpusztította a török. A mai templomot 17. században a jezsuiták építették fel. Négy oltára a 17. és 18. században készült, a szószék a 17. század második feléből való. A homlokzat felett álló harangtornyot a 19. század második felében emelték. A középkori kolostor romjai közvetlenül a templom mellett láthatók. A 13. századi  maradványokat a középkori templom apszisával együtt az 1990-es években végzett ásatások során tárták fel.